# Ortovero
Ortovero là một đô thị ở tỉnh Savona ở vùng Liguria của Ý, có khoảng cách khoảng 80 km về phía tây nam của Genoa và khoảng 40 km về phía tây nam của Savona. Tại thời điểm ngày 31 tháng 12 năm 2004, đô thị này có dân số 1.231 người và diện tích là 9,8 km².
Đô thị Ortovero có các frazioni (các đơn vị cấp dưới, chủ yếu là các làng) Campi and Pogli.
Ortovero giáp các đô thị: Albenga, Arnasco, Casanova Lerrone, Onzo, Vendone, và Villanova d'Albenga.